# 钱氏水青冈
钱氏水青冈（学名：Fagus chienii）为壳斗科水青冈属下的一个种。

## 扩展阅读
- 維基物種上的相關：钱氏水青冈